# Ponny

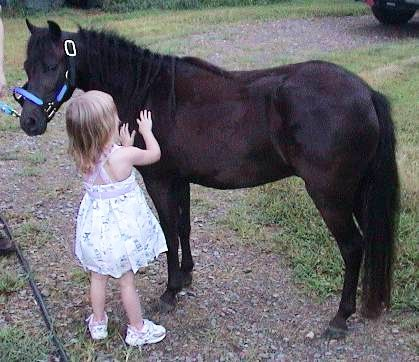
En shetlandsponny och ett barn.

Ponny (plural: ponnyer) är en mindre variant av häst. Gränsen mellan ponny och stor häst är artificiell, och sätts i tävlingssammanhang vid mankhöjden 148 cm. Många ponnyraser härstammar från de brittiska öarna. Vilda, icke avlade hästar är oftast i ponnystorlek. 

## Kategorier
Ponnyer är i tävlingssammanhang uppdelade i fyra kategorier beroende på dess mankhöjd (förkortat mkh):
- A-Ponnyer är ponnyer upp till 107 cm i mankhöjd.
- B-Ponnyer är ponnyer som är 107–130 cm i mankhöjd.
- C-Ponnyer är ponnyer som är 130–140 cm i mankhöjd.
- D-Ponnyer är ponnyer som är 140–148 cm i mankhöjd.

Ponnyer som är upp till 150 cm kan även kategoriseras som maxade D-ponnyer. Sedan april 2010 är mätreglerna betydligt strängare och i tävlingssammanhang förekommer inte en enda ponny över 148 cm. Hästar som är under 148 cm men som visar på hästliknande drag kallas oftast inte ponnyer. Exempel på sådana är islandshäst, kaspisk häst och det arabiska fullblodet. Under de gamla reglerna kunde de dubbelregistreras som ponny. Miniatyrhästar räknas inte heller som ponnyer.

## Ponnyns karaktär

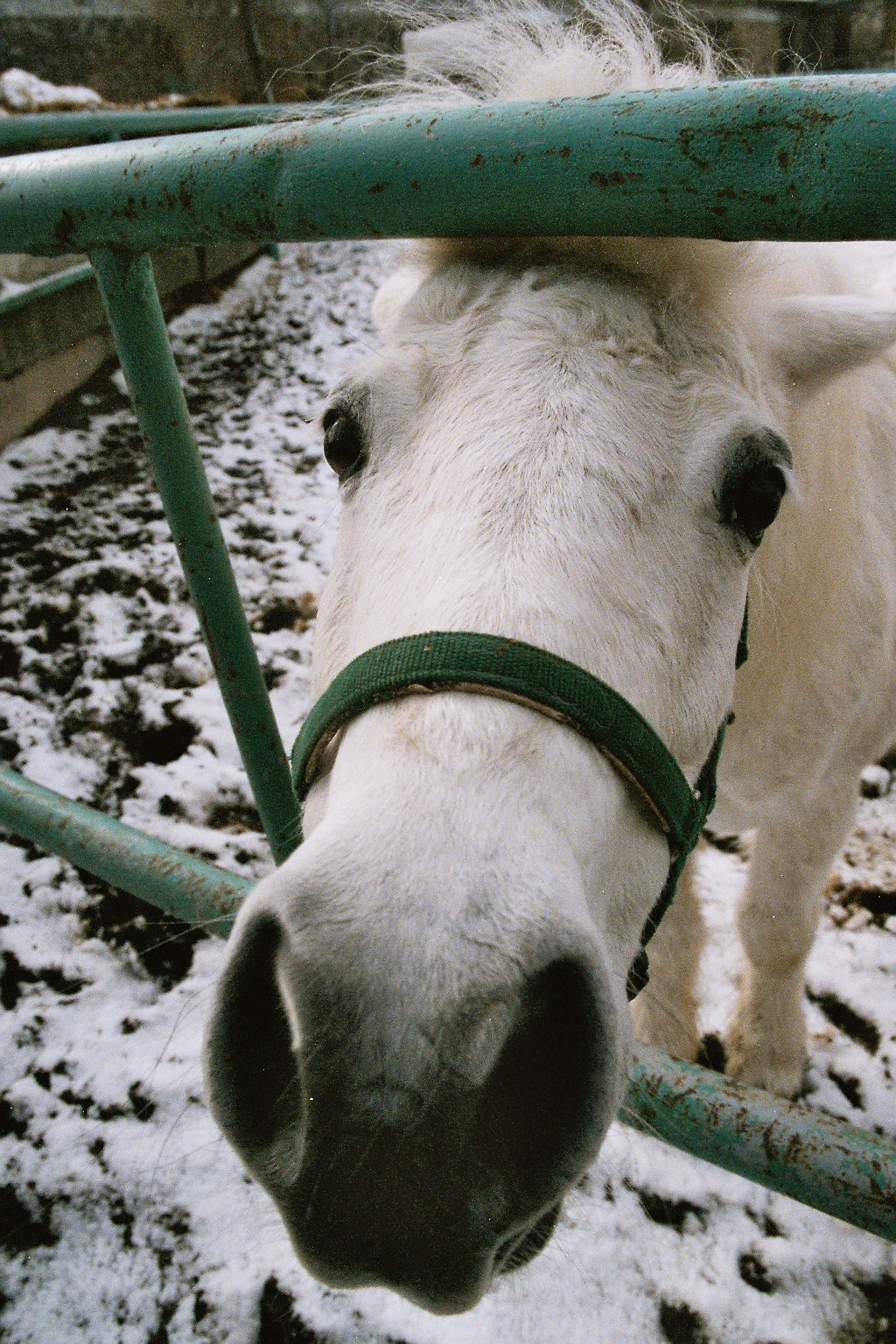
En shetlandsponny.

En ponny kännetecknas mest av sin ringa storlek som alltid är under 148 cm. En ponny kan även maxas upp till 150 cm och ändå tillhöra D-ponnykategorin i vissa undantagsfall. Ponnyer med typisk ponnykaraktär har oftast ganska kraftiga huvuden och korta ben i jämförelse med resten av kroppen, samt en mycket kompakt och robust exteriör. Utseendet kan variera mycket från den lilla ruggiga shetlandsponnyn till ponnyer som ser ut som arabiska fullblod i miniatyr. Vanligt för många ponnyer är dock att de får kraftig päls på vintern. De är i genomsnitt friskare och sundare än stora hästar.[källa behövs] En ponny kan ha olika utseende på ögonen beroende på sida. 
I de flesta fall är ponnyer mycket lätthanterliga med ett vänligt och stabilt temperament, men detta kan, liksom utseende, variera kraftigt, inte bara inom olika raser utan även från individ till individ. Då ponnyer idag främst används som ridponnyer för barn och unga ryttare så lägger uppfödare ofta stor vikt vid att ponnyerna ska ha ett utmärkt och lugnt temperament. I vissa bergsområden eller på mindre och lättare jordbruk spelar de mindre ponnyerna fortfarande en stor roll som arbetshäst. Framförallt i Kina, Japan och Indonesien används mindre ponnyer till all slags arbete som jordbruk, körning, transport och som packdjur. Dessa östasiatiska raser är därför ofta mycket starka, tåliga och kan arbeta hårt med lite foder.
Idag finns även en stor industri inom avel av rena ridponnyer för tävlingsbruk. Dessa ridponnyer är ofta influerade av engelska eller arabiska fullblod samt mindre varianter av inhemska varmblodshästar för att varje land ska ha en egen unik ridponny. Dessa ponnyer är mycket atletiska med goda förmågor inom ridsporten men är ändå tillräckligt lätthanterliga för att fungera som barnponnyer. Även vissa mer primitiva ponnyer har talang för ridsport, bland annat de olika kategorierna av welshponny som ofta ligger i grunden för de nyutvecklade ridponnyerna. Den lilla shetlandsponnyn har ofta goda anlag för hoppning.

## Ponnyns historia

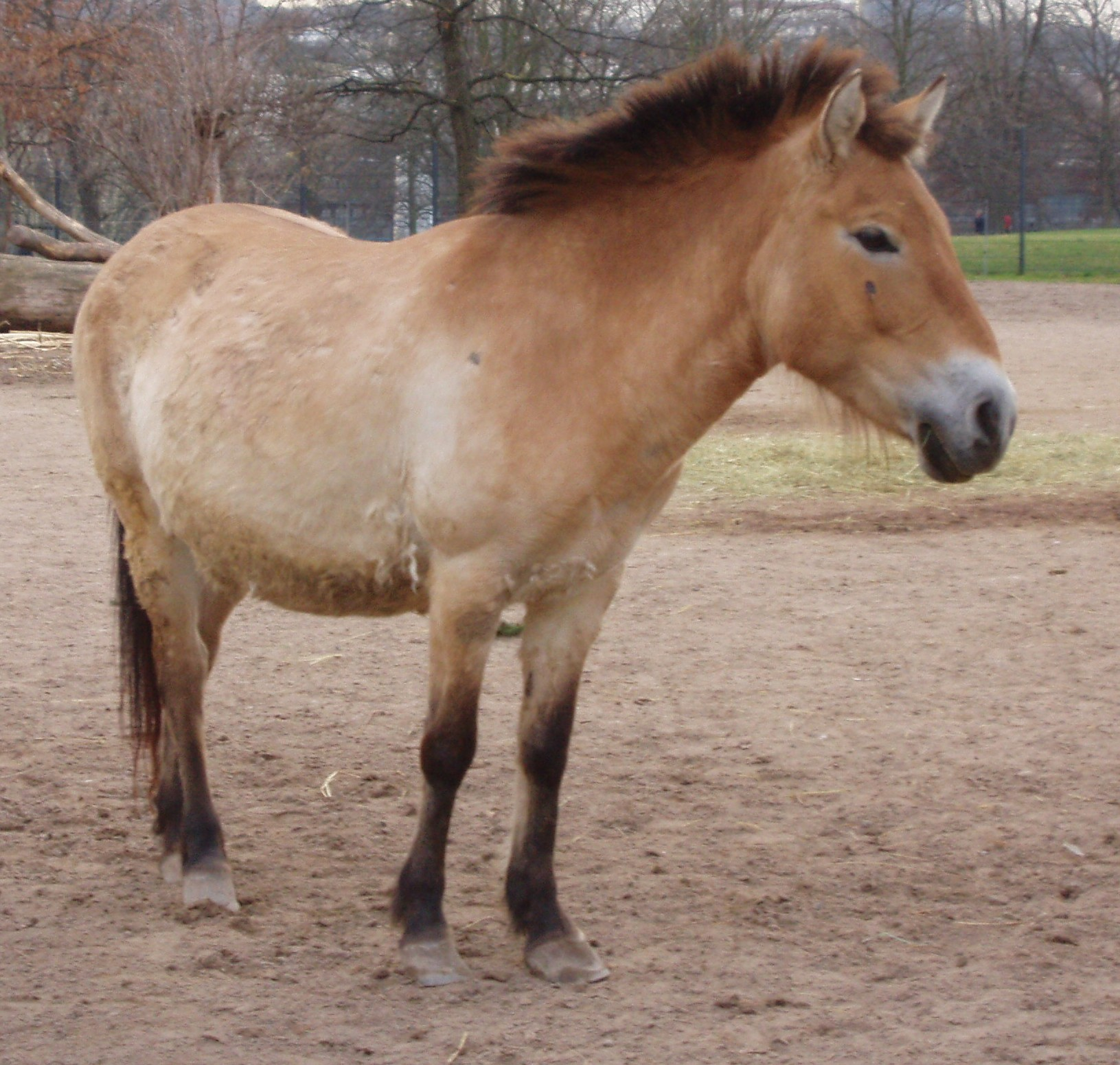
Przewalskihästen är en av ponnyernas uråldriga förfäder.

Ponnyer har funnits i flera tusen år och har sina förfäder i flera av de förhistoriska hästtyperna. Det fanns större hästar under 148 cm också men det var de hästar som hade tydligast ponnykaraktär som blev de moderna ponnyraserna idag medan de hästar som visar drag och karaktär som större hästar oftare klassas som miniatyrhästar.[källa behövs]
Föregångarna till dagens ponny var tarpanen och przewalskihästen. Tarpanen fanns i skogarna över hela Europa och är troligtvis förfader till de flesta av dagens ponnyraser. Tarpanen vandrade runt även till de brittiska öarna tack vare att landmassan satt ihop och mycket tack vare inlandsisen. Med hjälp av vandringsfolk kom även den asiatiska przewalskin, som än idag lever vild på stäpperna i Mongoliet, till Europa och influerade många raser. 
Det skulle sedan dröja flera tusen år innan dessa ponnyer skulle kunna influeras ytterligare när landmassorna hade flyttat. Under bronsåldern, ca 1000 f.Kr. började man bygga skepp och på så vis kunde man skeppa över andra hästar till Europa och andra världsdelar. Även under vikingatiden togs många nordiska hästar ut i Europa och framför allt till Storbritannien. 
Under de följande tusen åren utvecklades ponnyraserna olika beroende på vilken miljö de växte upp i, eller om människan assisterade genom att korsa olika raser, men ponnyerna behöll nästan alltid samma karaktär. I jämförelse med stora hästar har ponnyerna alltid varit förhållandevis starkare och dessutom sundare. 
I och med koloniseringen av Amerika, Afrika och Australien har även ponnyer spridits till dessa kontinenter även om där inte funnits inhemska ponnyraser. Idag är ponnyavel väldigt vanlig och att avla tävlingsponnyer för barn har blivit en storindustri. De primitiva uråldriga ponnyraserna finns ändå kvar.

## Europas ponnyraser

### Storbritannien

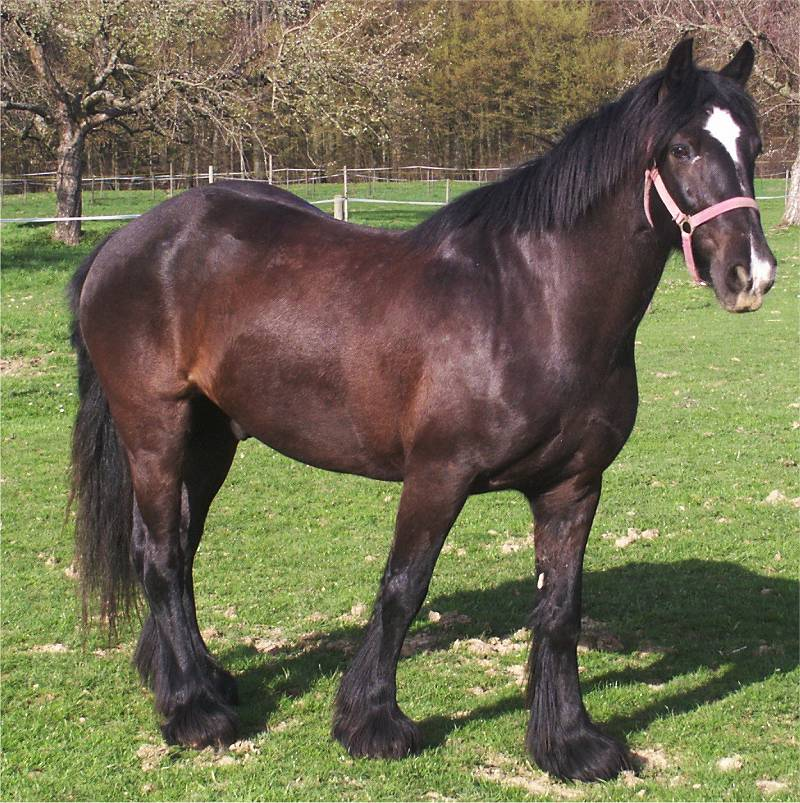
Dalesponnyn är en typisk brittisk ponnyras som utvecklats med hjälp av stora hästar.

Inget annat land i världen har varit mer framträdande inom ponnyaveln än Storbritannien, trots att inhemska ponnyer har funnits i hela Europa och Asien sedan istiden. De flesta av de brittiska ponnyraserna härstammar från tre olika stammar. De första hästarna kom troligtvis från Skandinavien och vandrade över till Storbritannien under den senaste istiden, när det fanns en landbrygga mellan ön och norra Europa. Under 200- och 100-talet f.Kr influerades de vilda stammarna av hästar som fördes från Asien till Storbritannien av kelterna. Dessa var säkerligen ättlingar till tarpanen och den mongoliska vildhästen (Przewalskis häst). Några hundra år efter detta fick hästarna ytterligare inflytande av skandinaviska hästar genom vikingarnas erövringar. 
Alla brittiska raser kallas ibland för mountain- eller moorlandraser, beroende på var de utvecklats. De flesta ponnyerna har utvecklats på de brittiska hedarna. Idag finns inga vilda ponnyer kvar i Storbritannien men däremot finns det ponnyer i halvvilt tillstånd och en del ponnyägare låter sina ponnyer ströva fritt under sommarhalvåret. På Dartmoorheden kan man hitta flockar med fria Dartmoor- och Exmoorponnyer och i mellersta England strövar New Forest-ponnyer omkring fritt. 
De brittiska ponnyraser som finns kvar idag är inte alls lika många som de som fanns förut. Utavel med andra raser har fått många av de äldre ponnyraserna att försvinna, men Storbritannien är fortfarande unikt för sina gamla ponnyraser. 
Brittiska ponnyraser: 
- Shetlandsponny
- Fell
- Dales
- Dartmoorponny och Exmoorponny
- British spotted pony
- New Forest-ponny
- Highlandponny
- Welshponny, Welsh mountain, Welsh cob och Welshponny av Cobtyp
- Eriskayponny
- Lundyponny

### Irland
Irländska ponnyraser:
- Connemaraponny

### Sverige
Svenska ponnyraser:
- Gotlandsruss
- Svensk ridponny

## Asiens ponnyraser
Östra Asien har alltid varit mycket framträdande inom avel av ponnyer. De flesta av dessa asiatiska ponnyer härstammar från den mongoliska vildhästen Przewalski och framförallt Japan, Kina och Indonesien har ett stort utbud av olika ponnyraser trots att dessa länder aldrig har haft någon större kultur inom hästaveln. 

### Japan

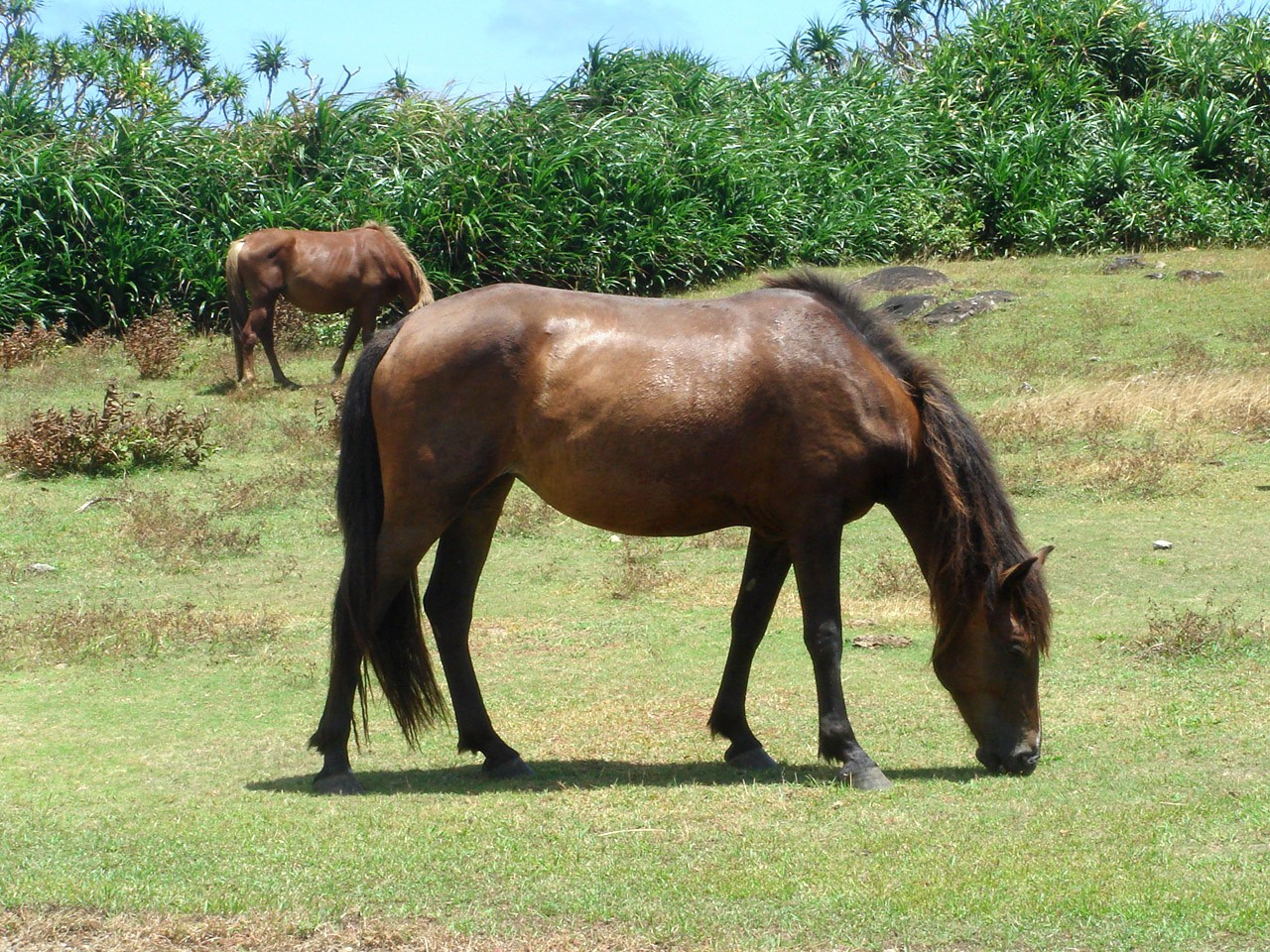
En Yonaguniponny.

Japan har aldrig varit framträdande inom hästaveln men lokalt på öarna finns det ett stort antal ponnyer som främst används som arbetsdjur i de olika områdena i landet. För över 2000 år sedan fördes ett stort antal hästar till Japan från bland annat Kina, Korea och Mongoliet med koreanska fiskare. Många av dessa hästar var mongoliska vildhästar, även kallade Przewalskihästar. Även en del ökenhästar till exempel arabiska fullblod kan ha förts till Japan och förädlat hästarna något. Dessa hästar som fördes till Japan avlades sedan på olika ställen i Japan och fick på så sätt olika karaktär och utseende och idag finns det 8 officiella japanska ponnyraser, varav de flesta har fått namn från de områden där de utvecklades. 
De japanska ponnyraserna: 
- Nomaponny
- Kagoshimaponny
- Hokkaidoponny
- Misakiponny
- Miyakoponny
- Taishuponny
- Yonaguniponny
- Kisoponny

### Kina
Kinas jordbrukskultur utgörs främst av risfält och efterfrågan på stora tunga arbetshästar är därför minimal. För att inte risfälten ska förstöras använder man sig därför av mindre ponnyer. Nästan alla de kinesiska ponnyraserna härstammar från mongoliska hästar, framförallt den primitiva Przewalskin men även den mongoliska ponnyn och ädlare ökenhästar. Dessa hästar har sedan, som de japanska raserna, utvecklats olika beroende på vilket område de avlats i. Gemensamt för de flesta kinesiska ponnyraser är att de är mycket små. Detta beror till viss del på att de kinesiska ponnyerna korsades med Shetlandsponnyer som fördes till Kina av britterna under kolonitiden. Detta för att de kinesiska ponnyerna skulle användas i gruvor i landet. 
Några exempel på kinesiska ponnyraser: 
- Balikunponny
- Guizhouponny
- Hequponny
- Kinesisk guoxia
- Lijiangponny
- Yiliponny

### Indonesien
Indonesiens hästavel innan koloniseringen bestod främst av olika orientaliska ökenhästar som fördes till de indonesiska öarna av arabiska handelsmän, samt ponnyer från Mongoliet, Kina och Indien. Detta gör att många av de indonesiska ponnyraserna än idag är mycket kraftigt influerade av arabiskt blod, men samtidigt är de robusta och starka med primitiva drag. Under kolonitiden var Indonesien under Portugals styre under 1500-talet, men under 1600-talet blev öarna en holländsk koloni. Under koloniseringen importerades flera orientaliska ökenhästar till Indonesien av Ostindiska kompaniet. 
Det finns idag 9 officiella indonesiska ponnyraser:
- Batakponny
- Balinesisk ponny
- Javaponny
- Deliponny
- Sandalwoodponny
- Sumba och sumbawaponny
- Padangponny
- Gayoeponny
- Timorponny

## Ponnysjukdomar
Det är ingen stor skillnad på de sjukdomar som ponnyer och andra hästar får, om de bara sköts och rids på rätt sätt. En sjukdom som möjligen är överrepresenterad på småponnyer är fång, en förgiftningssjukdom som sätter sig i hoven och ger hästen stor smärta och oförmåga att röra sig normalt. Vad fång utlöses av är fortfarande oklart, men det tros bero på gräsets eller fodrets sockerhalt, som ponnyn inte kan spjälka, vilket leder till blodförgiftning. Att fång utlöses av protein är en svåravlivad myt. 
I regel är ponnyer mycket sunda men det finns inget som säger att en ponny inte kan drabbas av sjukdomar precis som stora hästar. Grunden för en frisk häst eller ponny är bra skötsel, bra foder och motion oavsett vilken slags häst det är.

## Vanliga ponnyraser
- Svensk ridponny
- Shetlandsponny
- Gotlandsruss
- Connemaraponny
- Welshponny
- Camarguehäst
- Konik
- New Forest-ponny

## Utdöda ponnyraser

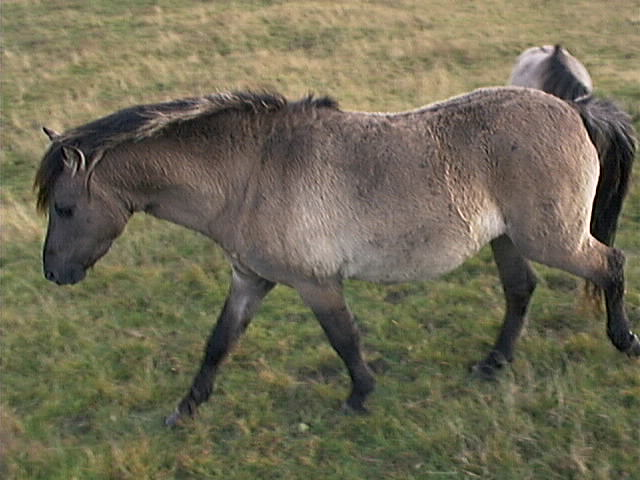
Tarpanen dog ut under början av 1900-talet men en i vissa avseenden liknande ras har återuppfötts med hjälp av europeiska ponnyraser.

Det finns många ponnyraser som har försvunnit både genom att människan avlat bort dem i utvecklingen av andra raser eller också genom förändrade miljöer. Ölandshästen som fanns i Sverige förut dog ut i början av 1900-talet. Idag håller man på att föda upp en ny ras som liknar den mycket till utseende och karaktär och skall ersätta den. 
Tarpanen är en av de förhistoriska, primitiva hästar som var förfader till de flesta av dagens modernare hästraser och ponnyer. Även den dog ut under början av 1900-talet. I Polen har man med hjälp av ättlingar till Tarpanen, bland annat Hucul och framför allt Konik, lyckats återuppföda en hjord med tarpanliknande hästar som främst kallas Heck horse.[källa behövs]
Dock finns det många ponnyraser som inte återuppfötts, bland annat engelska Gallowayponnyn som var med i utvecklingen av det engelska fullblodet eller den irländska hobby-ponnyn samt även den uråldriga tatariska ponnyn som levde i Skandinavien avlades upp i andra raser bland annat Fjordhästen och Gotlandsrusset.